# Zillertal Arena

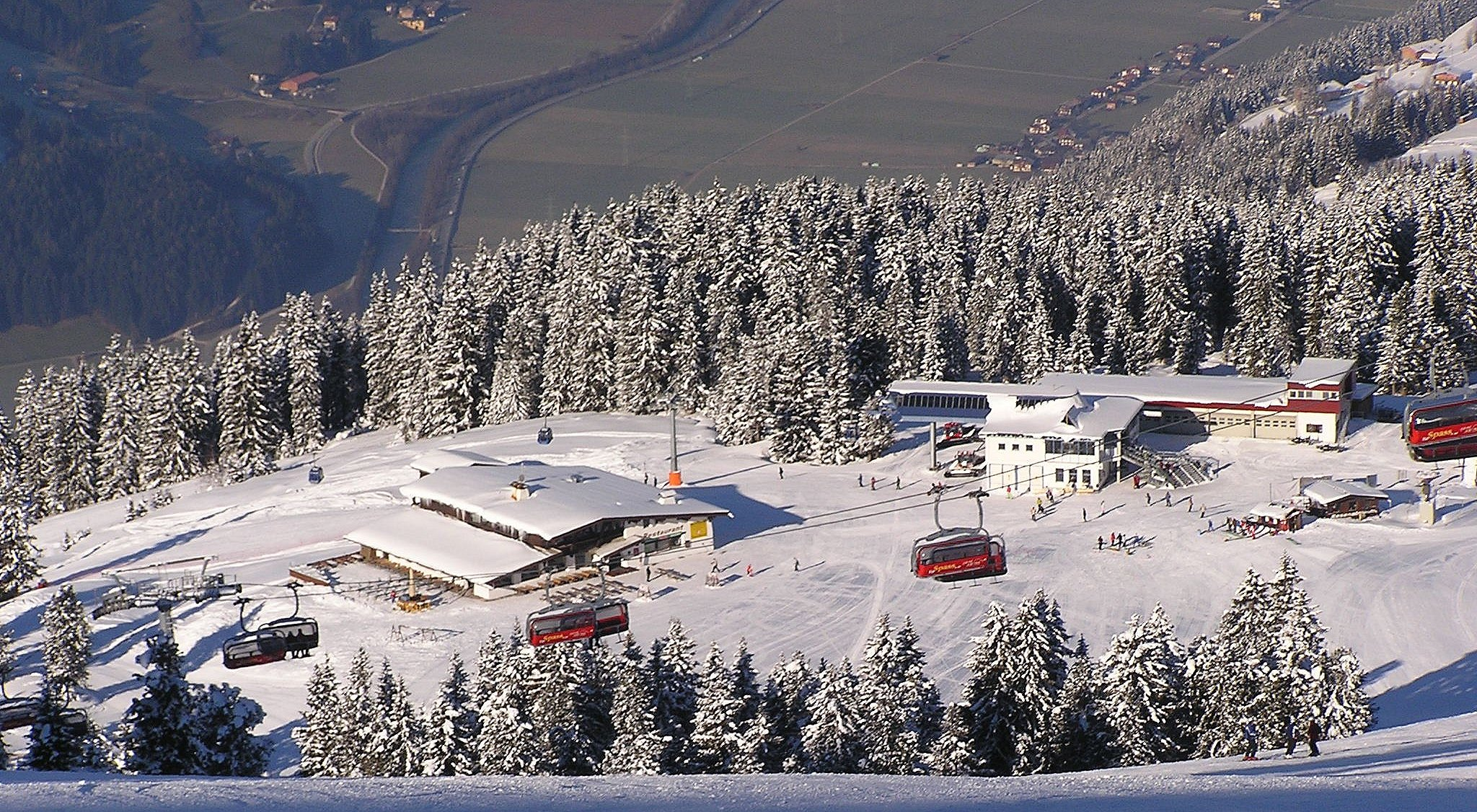
Blick auf die Bergstation bei der Rosenalm

Das vom Tourismusmarketing als Zillertal Arena bezeichnete Wintersportgebiet ist das größte Skigebiet im Zillertal. Es hat 150 Pistenkilometer und 52 Lifte, die über 85.000 Personen pro Stunde befördern können. Es besteht aus zwei Teilen, einem mit Talliften in Zell, Gerlos, Königsleiten und Krimml/Hochkrimml sowie einem kleinen Skigebiet inkl. einer Snowtubingbahn und einer 7 km langen Naturrodelbahn mit Tallift in Hainzenberg. Pistenschifahren ist bis zu einer maximalen Höhe von rund 2500 m möglich. Die längste durchgehende Talabfahrt führt nach Zell am Ziller und beträgt 1930 Höhenmeter. Die höchsten Erhebungen der Zillertal Arena sind das Übergangsjoch (2500 m), die Königsleitenspitze (2315 m) und der Isskogel (2264 m).
Mit Beginn der Saison 2008/2009 wurde in Zell eine zweite Gondelbahn in Betrieb genommen, die zur Wintersaison 2010/2011 bis zur Bergstation der ehemaligen Sportbahn Karspitz verlängert wurde. Seit 2016 ist die neue Dorfbahn in Gerlos in Betrieb, die neben der Isskogelbahn die zweite Zubringerbahn direkt vom Ort ins Skigebiet ist.

## Liste von Seilbahnen
| Name                                   | Teilgebiet     | Baujahr                            | Art              | Betrieb Winter | Betrieb Sommer |
| -------------------------------------- | -------------- | ---------------------------------- | ---------------- | -------------- | -------------- |
| Gerlossteinbahn                        | Gerlosstein    | 1988                               | Pendelbahn       | W              | S              |
| Rosenalmbahn 1 und 2                   | Zell am Ziller | 1995                               | 8er Kabinenbahn  | W              | S              |
| Karspitzbahn 1 (ehemals Wiesenalmbahn) | Zell am Ziller | 2008                               | 8er Kabinenbahn  | W              | 0              |
| Karspitzbahn 2                         | Zell am Ziller | 2010                               | 8er Kabinenbahn  | W              | 0              |
| Wilde Krimml                           | Zell am Ziller | 2023                               | 10er Kabinenbahn | W              | 0              |
| Dorfbahn Gerlos 1 und 2                | Gerlos         | 2016                               | 10er Kabinenbahn | W              | 0              |
| Isskogelbahn                           | Gerlos         | 2004                               | 8er Kabinenbahn  | W              | S              |
| Stuanmandl                             | Gerlos         | 2019                               | 10er Kabinenbahn | W              | 0              |
| Falschbachbahn                         | Gerlos         | 2010                               | 8er Kabinenbahn  | W              | 0              |
| Dorfbahn Königsleiten 1 und 2          | Königsleiten   | 2010                               | 8er Kabinenbahn  | W              | S              |
| Gipfelbahn                             | Königsleiten   | 2011                               | 8er Kabinenbahn  | W              | 0              |
| Sonnwendkopfbahn                       | Königsleiten   | 2003                               | 8er Kabinenbahn  | W              | 0              |
| Hanser X-Press                         | Zell am Ziller | 2001                               | 6er Sesselbahn   | W              | 0              |
| Karspitz X-Press                       | Zell am Ziller | 1999                               | 6er Sesselbahn   | W              | 0              |
| Kreuzwiesn X-Press                     | Zell am Ziller | 2012                               | 6er Sesselbahn   | W              | 0              |
| Kreuzjoch X-Press                      | Zell am Ziller | 2007                               | 6er Sesselbahn   | W              | 0              |
| Kapauns                                | Zell am Ziller | 2022                               | 8er Sesselbahn   | W              | 0              |
| Ebenfeld X-Press                       | Gerlos         | 1999                               | 6er Sesselbahn   | W              | 0              |
| Krummbach X-Press                      | Gerlos         | 2000                               | 6er Sesselbahn   | W              | 0              |
| Moseltret-X-Press                      | Gerlos         | 2013                               | 6er Sesselbahn   | W              | 0              |
| Fußalm X-Press                         | Gerlos         | 1999                               | 6er Sesselbahn   | W              | 0              |
| Teufeltal                              | Gerlos         | 1998                               | 4er Sesselbahn   | W              | 0              |
| Larmachbahn                            | Königsleiten   | 2018                               | 6er Sesselbahn   | W              | 0              |
| Mitterlegerbahn                        | Königsleiten   | 2023                               | 6er Sesselbahn   | W              | 0              |
| Plattenkogel X-Press I                 | Hochkrimml     | 2003                               | 8er Sesselbahn   | W              | 0              |
| Plattenkogel X-Press II                | Hochkrimml     | 2000                               | 6er Sesselbahn   | W              | 0              |
| Duxer 6er-Bubble                       | Hochkrimml     | 1998                               | 6er Sesselbahn   | W              | 0              |
| Filzsteinbahn „Speedy“                 | Hochkrimml     | 1997                               | 4er Sesselbahn   | W              | 0              |
| Duxeralmbahn                           | Hochkrimml     | 1992                               | 4er Sesselbahn   | W              | 0              |
| Duxer-X-Press                          | Hochkrimml     | In Bau (2024) ersetzt Duxeralmbahn | 6er Sesselbahn   | W              | 0              |
| Arbiskogel                             | Gerlosstein    | 1989                               | 2er Sesselbahn   | W              | 0              |
| Sonnalm                                | Gerlosstein    | 1981                               | 2er Sesselbahn   | W              | 0              |
| Plattenanger I                         | Zell am Ziller | Unklar                             | Schlepplift      | W              | 0              |
| Plattenanger II                        | Zell am Ziller | Unklar                             | Schlepplift      | W              | 0              |
| Vorkogellift                           | Gerlos         | Unklar                             | Schlepplift      | W              | 0              |
| Eberharterlift                         | Königsleiten   | Unklar                             | Schlepplift      | W              | 0              |
| Handlalmlift                           | Hochkrimml     | Unklar                             | Schlepplift      | W              | 0              |
| Plattenkogellift                       | Hochkrimml     | Unklar                             | Schlepplift      | W              | 0              |
| Larchkopflift                          | Gerlosstein    | Unklar                             | Schlepplift      | W              | 0              |
| Haberllift                             | Gerlos         | 1979                               | Tellerlift       | W              | 0              |
| Kröllerlift                            | Gerlos         | Unklar                             | Tellerlift       | W              | 0              |
| Mühlachalm                             | Königsleiten   | 2015                               | Tellerlift       | W              | 0              |
| Taxer-Tellerlift                       | Hochkrimml     | Unklar                             | Tellerlift       | W              | 0              |
| Filzstein Tellerlift                   | Hochkrimml     | Unklar                             | Tellerlift       | W              | 0              |
| Duxer-Tellerlift                       | Hochkrimml     | Unklar                             | Tellerlift       | W              | 0              |

Letzte 2 Spalten:
W = Winterbetrieb / S = Sommerbetrieb; jeweils grün unterlegt
0 = kein Sommerbetrieb, rot hinterlegt

## Bilder

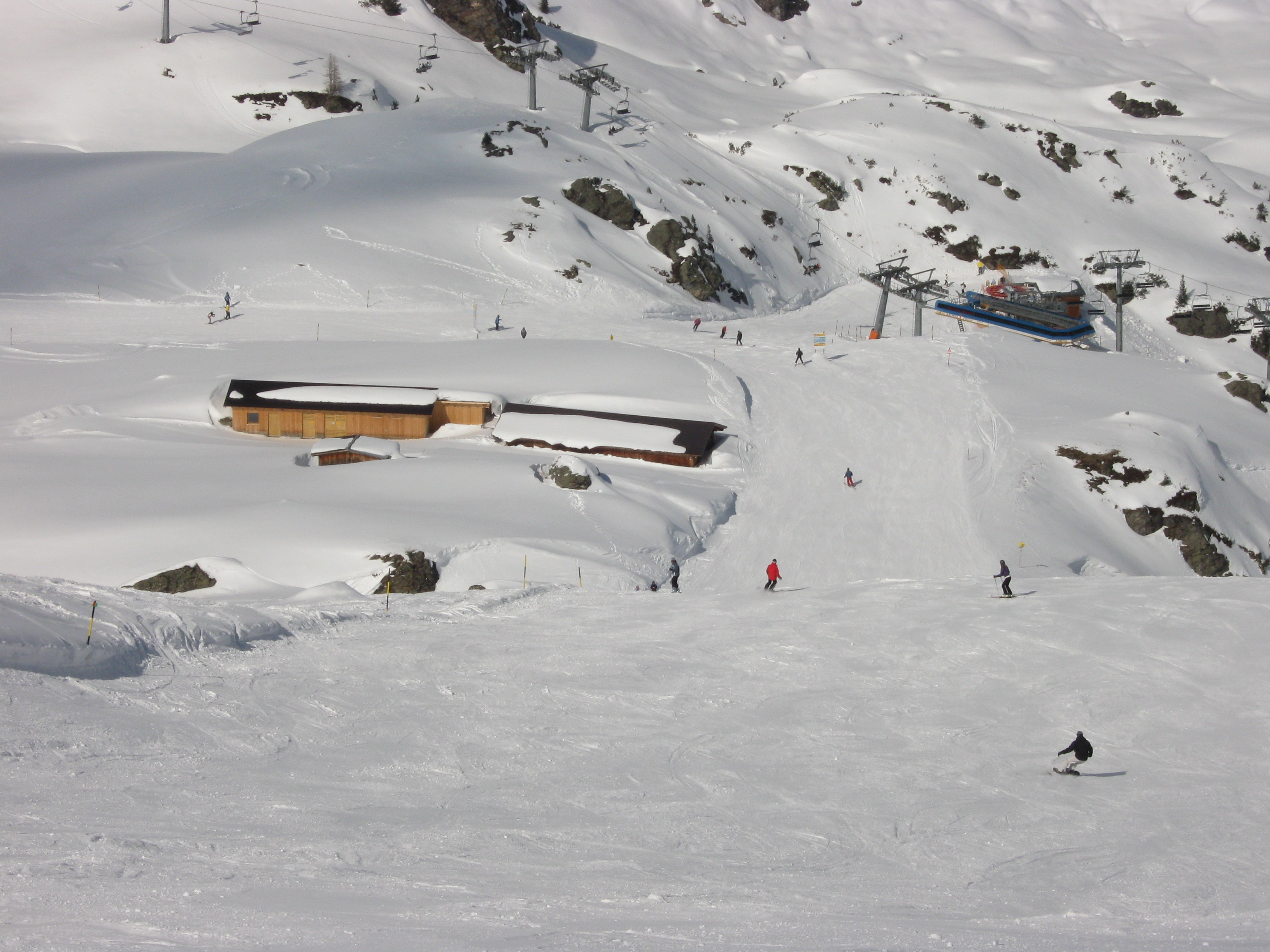
Im Gebiet der Zillertal-Arena, knapp südlich der Krimmlalm
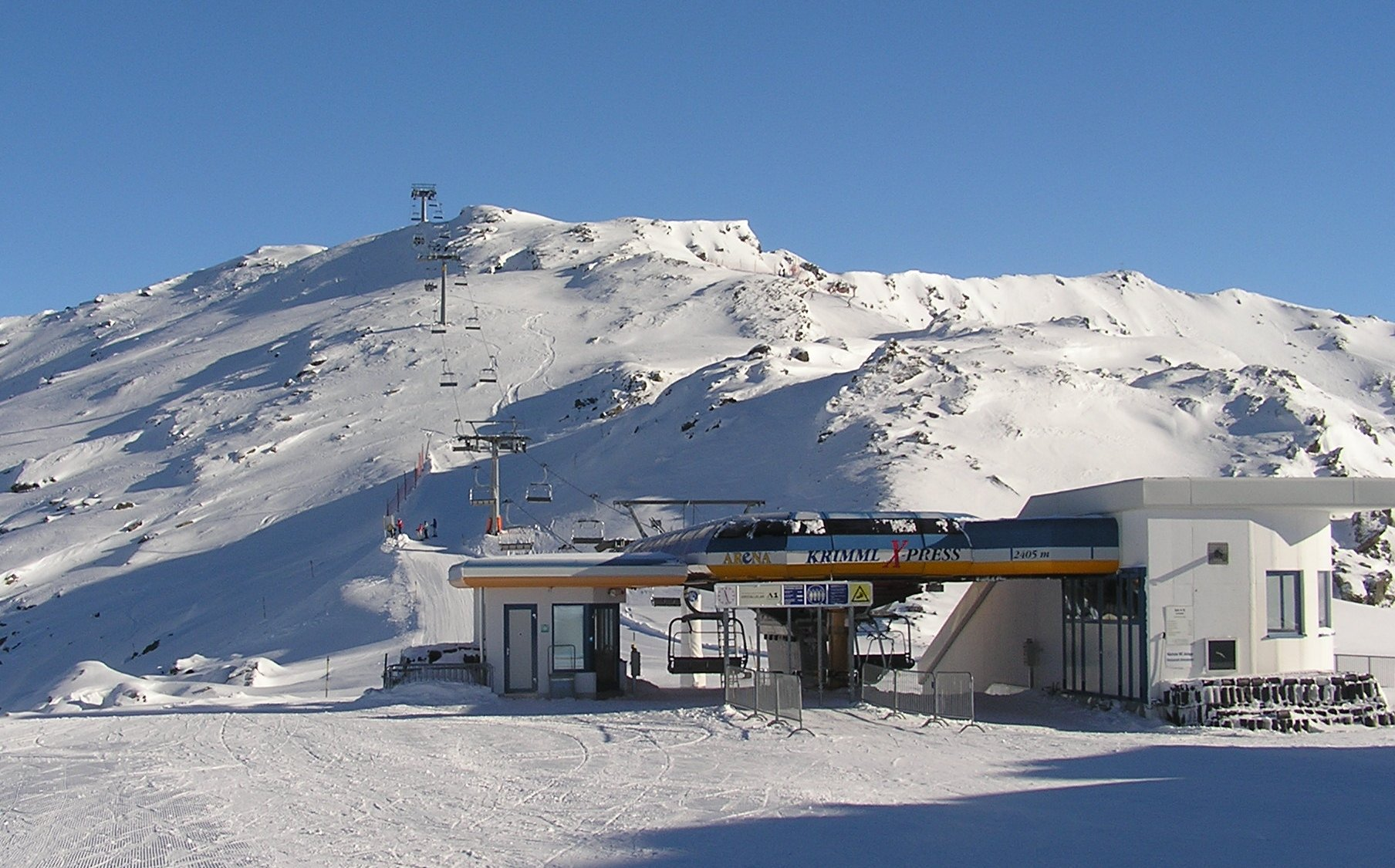
Am westlichen Ausgangspunkt des Krimml-Express
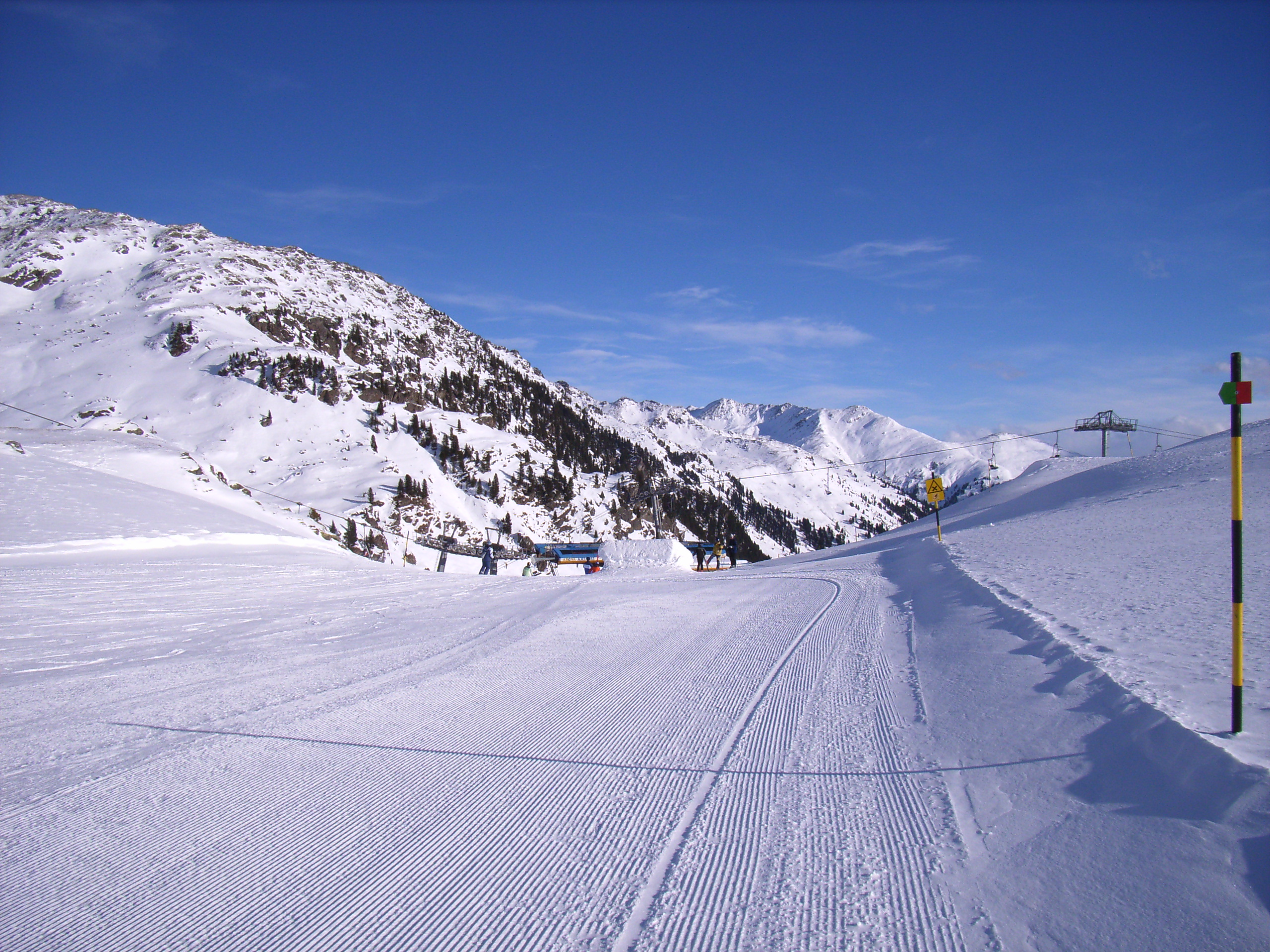
Im Gebiet der Zillertal-Arena, ein wenig nördlich der Krimmlalm
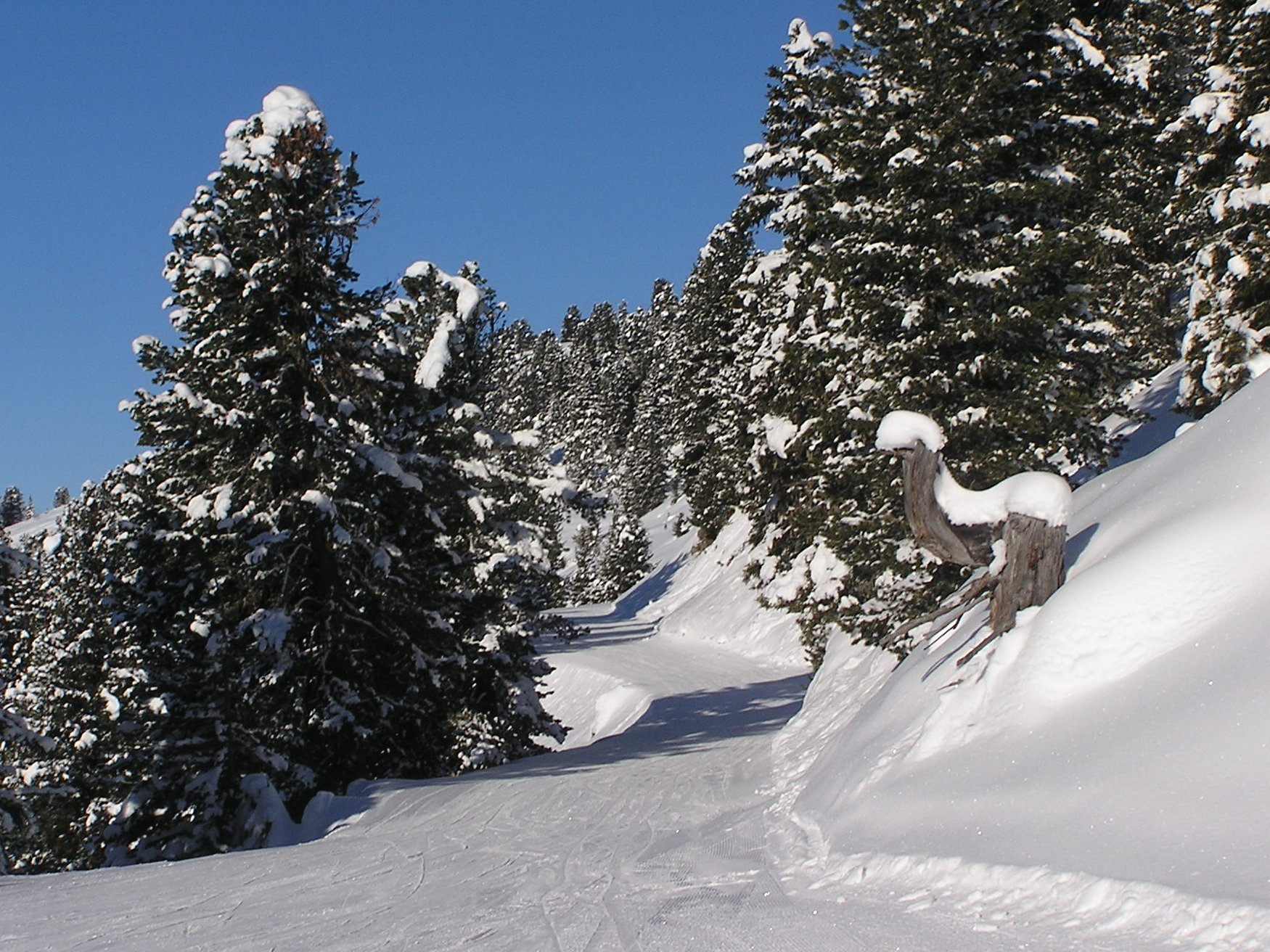
Ein Ziehweg im südlichen Bereich der Zillertal-Arena
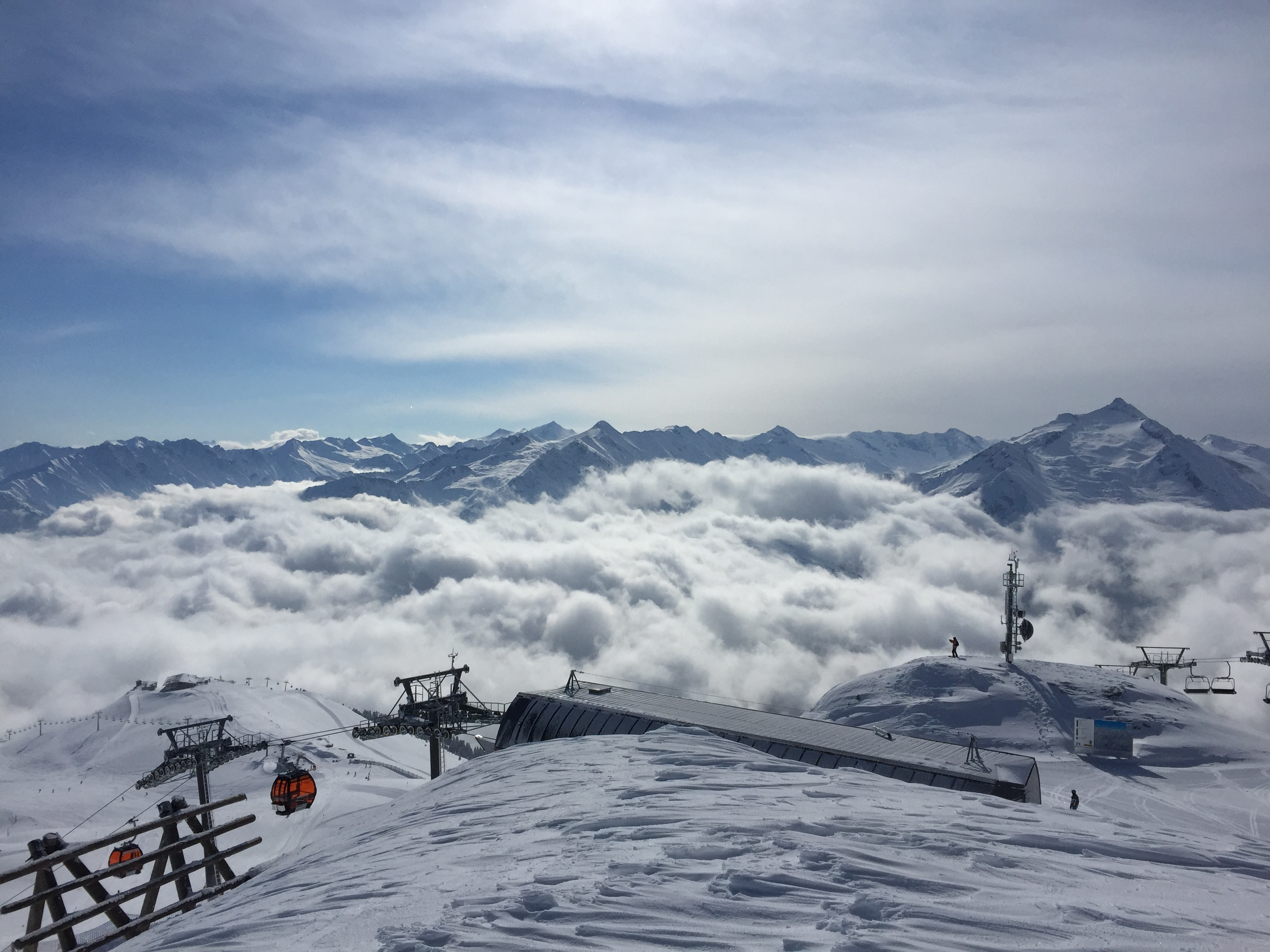
Ausblick von der Königsleitenspitze
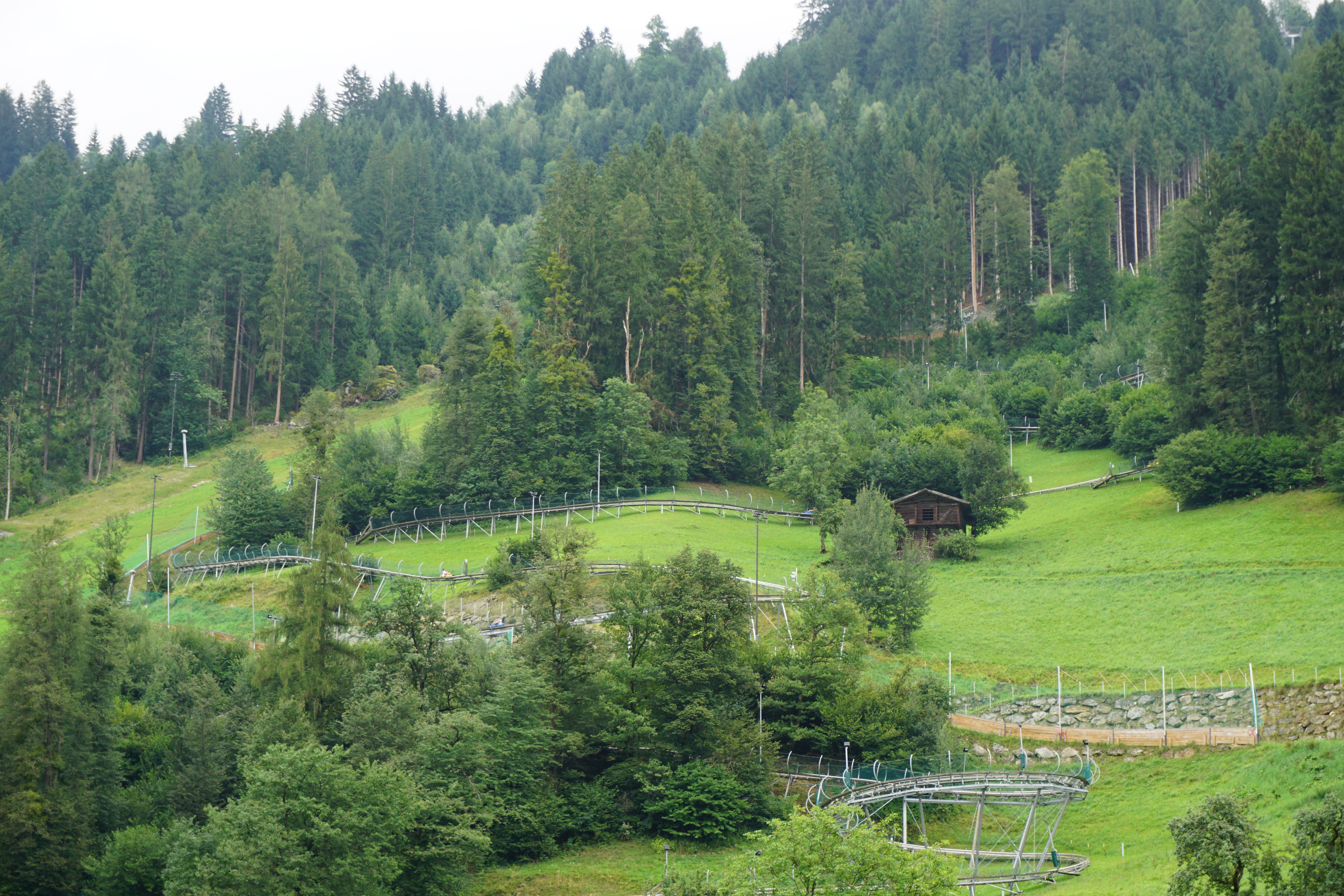
Die Sommerrodelbahn in Zell am Ziller (Arena Coaster)